# لوك هيرمان
لوك هيرمان (بالإنجليزية: Luke Herrmann)‏ هو مؤرخ الفن بريطاني، ولد في 9 مارس 1932 في برلين في ألمانيا، وتوفي في 9 سبتمبر 2016.